# Carlota Gurt i Daví
Carlota Gurt i Daví (Barcelona, 1976) és una traductora i escriptora catalana. És llicenciada en Traducció i Interpretació per la UVIC, en Humanitats, Empresarials i Estudis de l'Àsia Oriental per la UOC i en Comunicació Audiovisual per la UAB. Té un MBA especialitzat en mitjans de comunicació (URL). Ha cursat, també, l'itinerari de narrativa de l'Ateneu Barcelonès. Entre 1998 i 2010, va treballar en l'àmbit de les arts escèniques, com a cap de producció i ajudant de direcció de La Fura dels Baus, i com a cap de producció al Temporada Alta.
El 2019 va guanyar el Premi Mercè Rodoreda amb el recull Cavalcarem tota la nit.
L'any 2020 va rebre una de les Beques per a la creació literària de la Institució de les Lletres Catalanes pel projecte Sola.
El setembre de 2023 va publicar Biografia del foc, un nou recull de contes que tracten sobre la idea de la catàstrofe.

## Publicacions
- Cavalcarem tota la nit (Barcelona: Proa, 2020)
- Sola (Barcelona: Proa, 2021)
- Biografia del foc (Barcelona: Proa, 2023)[4]

## Traduccions de l'alemany al català
- És hora d'actuar, de Carola Rackete, a Ara Llibres.
- El dictat de la nit, de Peter Handke, a Navona Editorial.
- La vuitena vida (per a la Brilka), de Nino Haratischwili, a Navona Editorial.
- El viatger, d'Ulrich Alexander Boschwitz, a L'Altra Editorial.
- L'any dels dofins, de Sarah Lark, a Editorial Rosa dels Vents.
- Més maleït karma, de David Safier, a Empúries.
- Sempre els diners!, de Hans Magnus Enzensberger, a Edicions 62.
- El teu príncep blau, de David Safier, a Empúries.
- Que tot sigui com no ha estat mai, de Joachim Meyerhoff (cotraduït amb Joan Ferrarrons), a Edicions 62.
- La veritat i altres mentides, de Sascha Arango (cotraduït amb Núria Parés), a Edicions 62.